# Detlef Simon

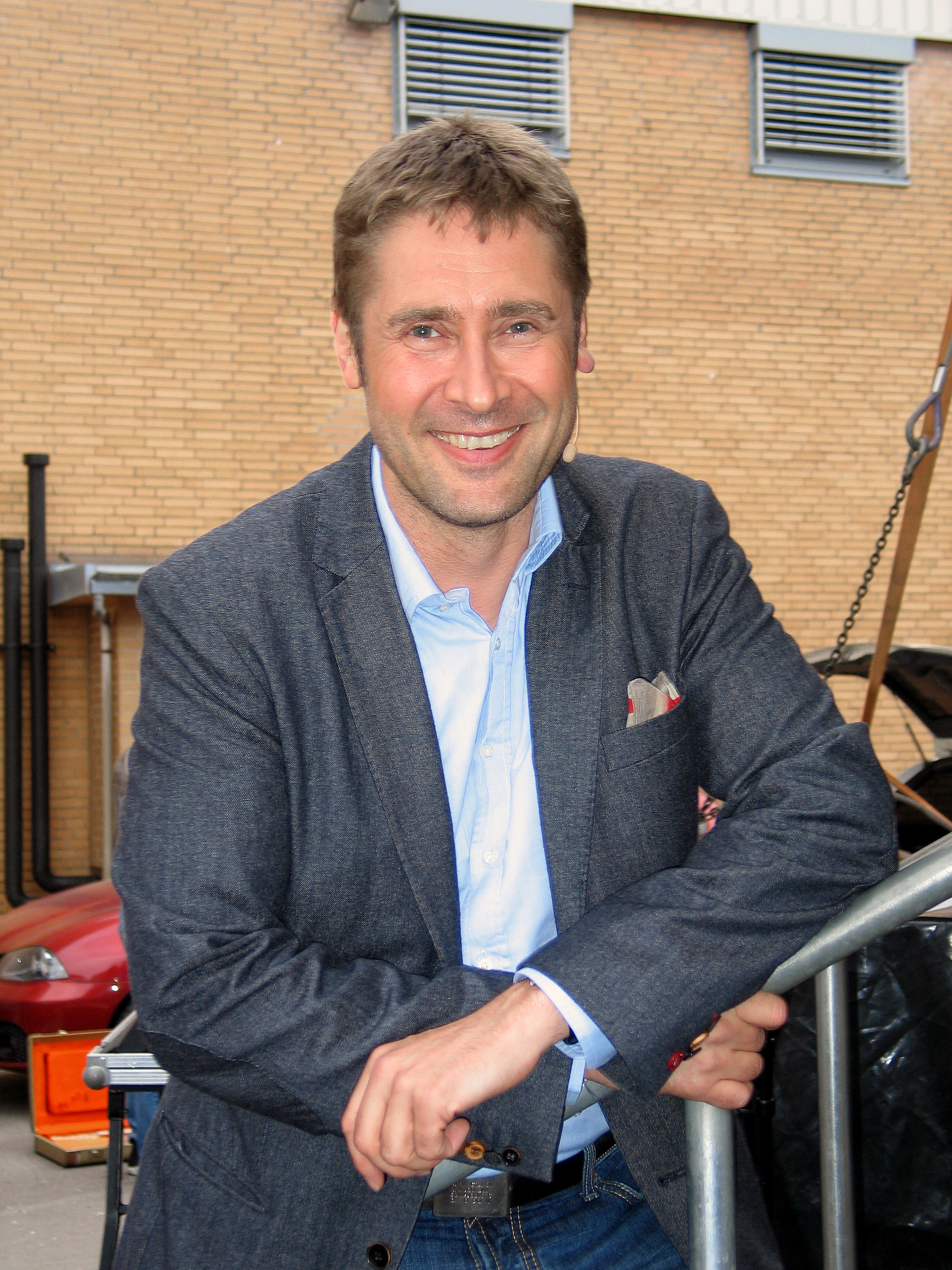
Detlef Simon alias Desimo 2013 während einer Moderations-Pause am Tag des offenen Kraftwerks auf dem Gelände vom Heizkraftwerk Linden

Detlef Simon (* 25. April 1966 in Hannover; genannt DESiMO) ist ein deutscher Entertainer, Zauberkünstler, Moderator und Kabarettist.

## Leben und Wirken

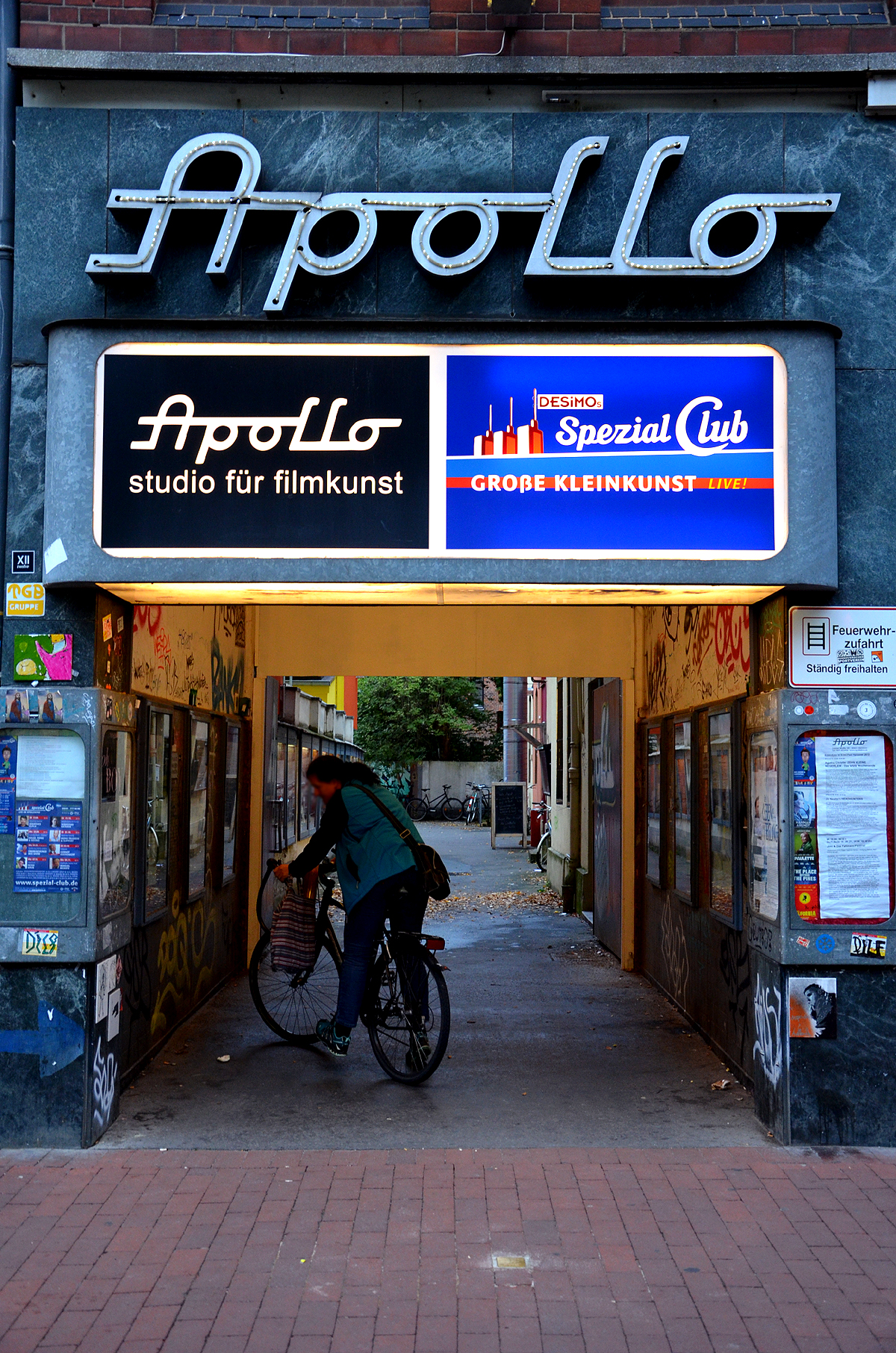
Durchgang zur Limmerstraße 50 zum „Apollo-Kino“ und „DESiMOs Spezial Club“, davor der Stolperstein für die Zeugin Jehovas Elsa Cranz (Foto 2013)

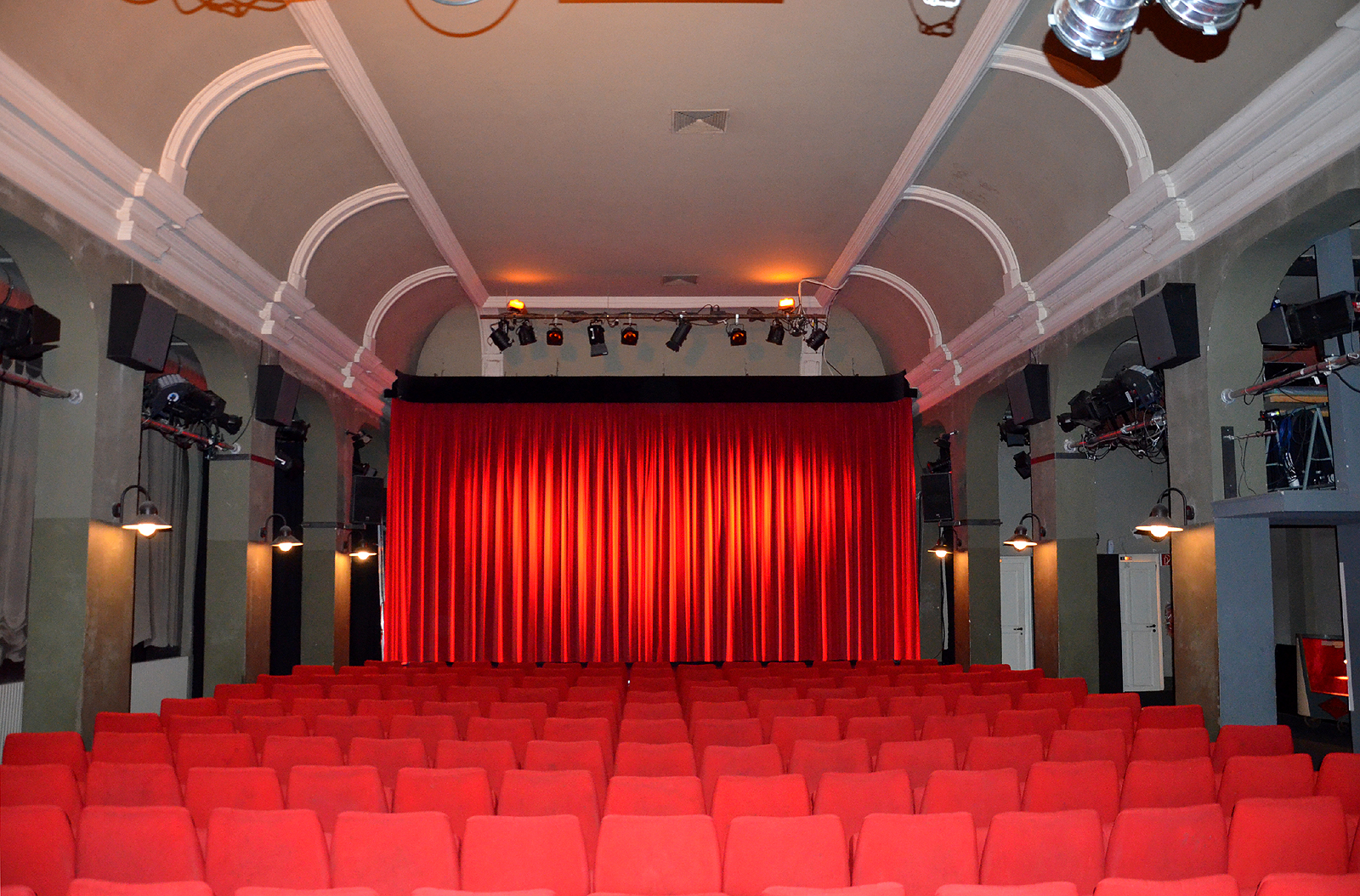
Im Saal vom Apollo-Kino veranstaltet DESiMO regelmäßig seine Kleinkunst- und Kabarettreihe mit teilweise internationalen Gastkünstlern und Schauspielern (Foto 2013)

Simon besuchte das Kurt-Schwitters-Gymnasium in Hannover-Misburg. Nach einem Volontariat bei radio ffn 1986 bis 1988 war Simon dort mehrere Jahre freier Redakteur und Moderator. Parallel trat er 1990 bis 1999 mit dem Zauberer- und Comedytrio Plebsbüttel in Deutschland und mehreren europäischen Ländern, Las Vegas und Japan auf und gewann einige Preise und Auszeichnungen. Dann folgten Moderation für TV und Bühne. Zeitgleich war Simon über 15 Jahre Conférencier des „neuen deutschen Varietés“.
Seit 2002 veranstaltet er den „Spezial Club“, die Bühne für Kleinkunst live im Apollo Kino Linden. Hier treten Comedians, Magier, Kabarettisten mit ihren Soloabenden auf und es spielt monatlich an einem Montag um 17:30 und 20:15 Uhr die Club-Mix-Show mit Überraschungsgästen. 
Ab August 2009 moderierte er mit Martin Jürgensmann für zwei Jahre „Niedersachsens lustigste Sonntagsshow“. 2010 tourte er mit seinem Soloprogramm „Wunschlos oder Glücklich“ durch Deutschland. Es folgte „Übersinnlose Fähigkeiten“ ab Frühjahr 2012, im Herbst 2015 das Solo „Wahnhinweise“ und im April 2018 "Zaubershow". 
Weiterhin auf Tour ist er mit "Manipulation. Die Gedanken sind frei - zugänglich" (Premiere Okt. 2019, nach Coronapause Wiederaufnahme 2024) und mit "Klug & Trug - gewitzte Zauberkunst" (Premiere Jan. 2023).
Des Weiteren ist Detlef Simon regelmäßig Quatsch-Comedy-Club-Moderator, spielt beim „Kleinen Fest im Großen Garten“ in Hannover und bei Mix-Shows oder Festivals. Zudem ist er ein gefragter Moderator und Entertainer.
Detlef Simon übernahm 2008 die Patenschaft für den in der Limmerstraße 71 verlegten Stolperstein für den Artisten und Zauberkünstler Ernst Schünemann, der 1939 durch die Nationalsozialisten wegen seiner Homosexualität nach § 175 ins Zuchthaus Hameln transportiert wurde und an den Haftfolgen verstorben war.
DESiMOs Spezial Club findet sich in der Limmerstraße 50 unter derselben Adresse wie das Apollo-Kino. Hier wurde am 18. September 2013 ein weiterer Stolperstein verlegt für die Zeugin Jehovas Elsa Cranz.
Auf Vorschlag der SPD-Landtagsfraktion in Niedersachsen wurde er zum Mitglied der 17. Bundesversammlung gewählt.

## Auszeichnungen
- 2019: Magier des Jahres[6]
- 2019: Deutscher Kabarettpreis Sonderpreis[7]
- 2007: Karnevalsorden in Hannover „Goldener Spatz“
- 2006: Westspitzen-Comedy-Preis Publikums- und Jurypreis in der Sparte Comedy
- 1999: Magic Masters Award for the most creative act: Plebsbüttel Comedy beim World Magic Summit in Las Vegas
- 1999: Schwerter Kleinkunstpreis – Publikumspreis für die „beliebteste Show der Saison“ (Plebsbüttel)
- 1996: Magier des Jahres im „Magischen Zirkel von Deutschland“ MZvD[8]
- 1994: Weltmeisterschaft der Zauberkunst in Yokohama – 1. Platz Comedy Magic (als Teil von Plebsbüttel Comedy)[9]
- 1993: Deutscher Meister – Komische Zauberkunst (Plebsbüttel-Comedy)
- 1990: Deutscher Meister – Allgemeine Magie / Moderation

## TV
Auftritte
- ARD Immer wieder sonntags, mehrfach
- WDR So lacht NRW, 2013
- WDR NRW Duell, 2013
- NDR 10 Jahre spezial Club 2013
- ZDF Markus Lanz, 2012
- ARD Einfach Magisch, 2012
- NDR Thomas & Helga Show, 2010
- RTL 2 Funclub, 2010
- WDR Funkhaus, 2009

Moderation
- Sat.1 TV-Show „Halli Galli“ – 12 Folgen Primetime
- ARD: Varietépreis „Traumtänzer“
- WDR tägliche Mini-Talkshow „Verdammt lang her“
- BR „Jetzt aber Simon“ (Vier Shows)
- NDR „Comedy Treff“ und „Comedy Gala“ (je vier Shows)
- NDR „Die Comedy Gala“ – 60 und 90 min Version